# 藤崎八郎
藤崎 八郎（ふじさき はちろう、天保14年3月10日（1843年4月9日） - 元治元年6月5日（1864年7月8日））は、幕末の土佐藩士。三条制札事件で死亡した藤崎吉五郎の兄。名を誠輝。初め寿太郎を称したが後に八郎を名乗る。
脱藩して京都妙法院に住み込む。元治元年（1864年）6月5日夜、同僚の野老山吾吉郎と三条橋付近で、池田屋事件により厳戒警備中の幕府方に尋問を受けて斬り合いになり、2人を斬殺し自らも負傷。捕縛されて土佐藩邸に引き渡されたが、助からずに死亡した。切腹とも。享年22。
明治31年（1898年）、従五位を贈られる。